# Só Buggy
Só Buggy war ein brasilianischer Hersteller von Automobilen.

## Unternehmensgeschichte
Das Unternehmen wurde 1987 in Santos gegründet. Mit der Übernahme der Bauformen eines Modells von Acquatec begann die Produktion von Automobilen. Der Markenname lautete Só Buggy. 1990 endete die Produktion. 1995 wurde das Unternehmen aufgelöst.

## Fahrzeuge
Das einzige Modell Vega war ein VW-Buggy. Die offene türlose Karosserie hatte einen Überrollbügel hinter den vorderen Sitzen. Ein luftgekühlter Vierzylinder-Boxermotor in Heck trieb die Hinterräder an.
Insgesamt entstanden 56 Fahrzeuge des Vega bei den beiden Herstellern zusammen.